# Diplodiscus longifolius
Diplodiscus longifolius là một loài thực vật có hoa trong họ Cẩm quỳ. Loài này được (Merr.) Burret mô tả khoa học đầu tiên năm 1934.